# Mataquescuintla
Mataquescuintla é uma cidade da Guatemala do departamento de Jalapa.